# 유저 스토리
유저 스토리(user story) 또는 사용자 스토리는 소프트웨어 개발 및 제품 관리에서 소프트웨어 시스템의 기능에 대한 비공식적이고 자연스러운 언어 설명이다. 이는 최종 사용자 또는 시스템 사용자의 관점에서 작성되며 색인 카드, 포스트잇 또는 특정 관리 소프트웨어에 디지털 방식으로 기록될 수 있다. 제품에 따라 사용자 스토리는 클라이언트, 사용자, 관리자 또는 개발 팀과 같은 다양한 이해 관계자가 작성할 수 있다.
유저 스토리는 일종의 경계 객체이다. 이는 의미 파악 및 커뮤니케이션을 용이하게 하며 소프트웨어 팀이 시스템과 해당 컨텍스트에 대한 이해를 문서화하는 데 도움이 될 수 있다.

## 같이 보기
- 간반 보드
- 페르소나 (방법론)
- 유스 케이스